# Park miniatur Malé Krušnohoří
Park miniatur Malé Krušnohoří (Miniaturpark Klein-Erzgebirge) je tematický park ve městě Oederan v Sasku, který představuje detailní repliky krušnohorských staveb v Saském a Českém Krušnohoří. Všechny budovy, miniatury a figurky jsou vyráběny ručně.

## Dějiny
V roce 1909/10 byl založen obecní „Jesličkový spolek“, který každoročně pořádal vánoční a jesličkové výstavy. V roce 1924 někteří členové vytvořili „Sdružení pro místní lidové umění“. Pod jeho záštitou byly v miniaturách znovu vytvořeny památky Krušných hor. V roce 1933 byl „Klein-Erzgebirge“ otevřen pro návštěvníky. Výstava v městském lese Oederanu začala v květnu 1933. Přehlídku miniatur přerušila druhá světová válka. V roce 1955 byl park znovu otevřen na novém místě v městském parku Oederan.

## Současnost
Park s více než 200 exponáty přibližuje architekturu a hospodářství Krušných hor. Modely v měřítku 1:25 jsou vyrobeny ze dřeva a jsou doplněny ručně vyřezávanými postavami a zvířaty. Součástí expozice jsou také četné modely železnic, pohyblivé scény na vodní pohon a skupiny figurek. Park se rozkládá na ploše 17 000 m2. V areálu jsou rovněž dětská hřiště, dráha pro auta na dálkové ovládání nebo parková železnice.
Klesající návštěvnost vedla k finančním potížím, v jejichž důsledku od února 2021 probíhá konkurzní řízení.

## Modely
Mezi více než 210 miniatur se nachází např.:
- Hrad Kriebstein
- Děkanský kostel v Mostě
- Zámek Augustusburg
- Lovecký zámeček Rehefeld
- Lengefeldská vápenka
- Chata a rozhledna na Klínovci
- Radnice a mincovna v Jáchymově
- Zámek Bornichen
- Hrad Freudenstein ve Freibergu
- Zámek Moritzburg
- Zámek Purschenstein
- Zámek Schlettau
- Zámek Wolkenstein
- Kostel v Seiffenu
- Kostel svaté Anny v Annabergu
- Ulice v Meerane
- Vodní hrad Klaffenbach